# Wysszaja liga czempionata SSSR po futbołu (1983)
Rozgrywki radzieckiej wyższej ligi w sezonie 1983 były czterdziestymi szóstymi w historii radzieckiej pierwszej ligi. W rozgrywkach wzięło udział osiemnaście drużyn, w tym dwie, które awansowały z drugiej ligi – Žalgiris Wilno i Nistru Kiszyniów. Mistrzowski tytuł po raz pierwszy wywalczyła drużyna Dnipra Dniepropetrowsk. Królem strzelców ligi został Jurij Gawriłow ze Spartaka Moskwa, który zdobył 18 goli.

## Drużyny
| Drużyna          | Miasto          | Republika          | Stadion                     | Pojemność | Pozycja w 1982 |
| ---------------- | --------------- | ------------------ | --------------------------- | --------- | -------------- |
| Ararat           | Erywań          | Armeńska SRR       | Stadion Hrazdan             | 55,000    | 5.             |
| CSKA             | Moskwa          | Rosyjska FSRR      | Łużniki                     | 84,745    | 15.            |
| Czornomorec      | Odessa          | Ukraińska SRR      | Stadion Centralny w Odessie | 34,000    | 10.            |
| Dinamo           | Moskwa          | Rosyjska FSRR      | Stadion Dinamo              | 36,540    | 11.            |
| Dinamo           | Tbilisi         | Gruzińska SRR      | Stadion Borisa Paiczadze    | 58,000    | 4.             |
| Dnipro           | Dniepropetrowsk | Ukraińska SRR      | Stadion Meteor              | 24,300    | 9.             |
| Dynama           | Mińsk           | Białoruska SRR     | Stadion Dynama Mińsk        | 41,000    | 1.             |
| Dynamo           | Kijów           | Ukraińska SRR      | Stadion Dynamo              | 30,000    | 2.             |
| Metalist         | Charków         | Ukraińska SRR      | Stadion Metalist            | 30,000    | 12.            |
| Neftçi           | Baku            | Azerbejdżańska SRR | Stadion Tofika Bachramowa   | 30,000    | 16.            |
| Nistru           | Kiszyniów       | Mołdawska SRR      | Stadion Republikański       | 8,000     | D1, 2.         |
| Paxtakor         | Taszkent        | Uzbecka SRR        | Stadion Centralny Paxtakor  | 55,000    | 6.             |
| Spartak          | Moskwa          | Rosyjska FSRR      | Łużniki                     | 84,745    | 3.             |
| Szachtar         | Donieck         | Ukraińska SRR      | Stadion Szachtar            | 31,700    | 14.            |
| Torpedo          | Kutaisi         | Gruzińska SRR      | Stadion Giwiego Kiladze     | 19,400    | 13.            |
| Torpedo          | Moskwa          | Rosyjska FSRR      | Łużniki                     | 84,745    | 8.             |
| Zenit Petersburg | Leningrad       | Rosyjska FSRR      | Stadion Pietrowski          | 21,745    | 7.             |
| Žalgiris         | Wilno           | Litewska SRR       | Stadion Žalgiris            | 15,000    | D1, 1.         |

## Tabela końcowa sezonu
| Lp. | Drużyna                    | M  | Z  | R  | P  | Bramki | Bramki | Różn. | Pkt | Uwagi                                   |
| --- | -------------------------- | -- | -- | -- | -- | ------ | ------ | ----- | --- | --------------------------------------- |
| 1   | Dnipro Dniepropetrowsk (M) | 34 | 22 | 5  | 7  | 63     | 36     | +27   | 49  | Puchar Europy • 1/16 finału             |
| 2   | Spartak Moskwa             | 34 | 18 | 9  | 7  | 60     | 25     | +35   | 45  | Puchar UEFA • 1/32 finału               |
| 3   | Dynama Mińsk               | 34 | 17 | 9  | 8  | 51     | 34     | +17   | 43  | Puchar UEFA • 1/32 finału               |
| 4   | Zenit Leningrad            | 34 | 15 | 11 | 8  | 42     | 32     | +10   | 40  | Puchar UEFA • 1/32 finału               |
| 5   | Žalgiris Wilno             | 34 | 15 | 9  | 10 | 38     | 36     | +2    | 39  |                                         |
| 6   | Torpedo Moskwa             | 34 | 14 | 11 | 9  | 40     | 34     | +6    | 38  |                                         |
| 7   | Dynamo Kijów               | 34 | 14 | 10 | 10 | 50     | 34     | +16   | 38  |                                         |
| 8   | Czornomoreć Odessa         | 34 | 16 | 5  | 13 | 44     | 46     | −2    | 37  |                                         |
| 9   | Szachtar Donieck           | 34 | 16 | 5  | 13 | 48     | 40     | +8    | 37  |                                         |
| 10  | Pachtakor Taszkient        | 34 | 13 | 9  | 12 | 37     | 34     | +3    | 35  |                                         |
| 11  | Metalist Charków           | 34 | 12 | 8  | 14 | 38     | 40     | −2    | 32  |                                         |
| 12  | CSKA Moskwa                | 34 | 11 | 12 | 11 | 37     | 33     | +4    | 32  |                                         |
| 13  | Neftçi PFK                 | 34 | 10 | 10 | 14 | 32     | 38     | −6    | 30  |                                         |
| 14  | Ararat Erywań              | 34 | 11 | 7  | 16 | 29     | 47     | −18   | 29  |                                         |
| 15  | Dinamo Moskwa              | 34 | 9  | 11 | 14 | 30     | 37     | −7    | 28  | Puchar Zdobywców Pucharów • 1/16 finału |
| 16  | Dinamo Tbilisi             | 34 | 9  | 9  | 16 | 41     | 48     | −7    | 27  |                                         |
| 17  | Torpedo Kutaisi            | 34 | 4  | 10 | 20 | 26     | 58     | −32   | 16  | Spadek do Pierwoj Ligi                  |
| 18  | Nistru Kiszyniów           | 34 | 3  | 4  | 27 | 19     | 73     | −54   | 10  | Spadek do Pierwoj Ligi                  |

- Zenit Leningrad, Torpedo Moskwa i Dinamo Moskwa zostały ukarane za przekroczenie dopuszczalnej liczby 10 remisów odjęciem 1 punktu, a CSKA Moskwa i Torpedo Kutaisi - 3.

## Najlepsi strzelcy
źródło: rsssf.com (ang.)
18 goli
- Jurij Gawriłow (Spartak M.)

17 goli
- Ihar Churynowicz (Dynama)

15 goli
- Wołodymyr Fink (Czornomorec)
- Choren Howhannisjan (Ararat)
- Mychajło Sokołowski (Szachtar)
- Andriej Jakubik (Paxtakor Taszkent)

14 goli
- Sigitas Jakubauskas (Žalgiris)

13 goli
- Wiktor Koladko (CSKA M.)
- Ołeh Taran (Dnipro)

11 goli
- Walerij Gazzajew (Dinamo M.)
- Walerij Pietrakow (Torpedo M.)
- Igor Ponomariow (Neftçi)
- Ramaz Szengelia (Dinamo T.)
- Aleksandr Tarchanow (CSKA M.)
- Wadym Jewtuszenko (Dynamo K.)

## Nagrody
33 najlepszych piłkarzy ligi za sezon 1983:
Bramkarze
1. Rinat Dasajew (Spartak M.)
2. Vaclovas Jurkus (Žalgiris)
3. Wiktor Czanow (Dynamo K.)

|  | Prawi obrońcy 1. Władimir Socznow (Spartak M.) 2. Nikołaj Łarionow (Zenit) 3. Wiktar Szyszkin (Dynama) | Prawi-środkowi obrońcy 1. Aleksandre Cziwadze (Dinamo T.) 2. Siarhiej Barouski (Dynama) 3. Wasilij Żupikow (Torpedo M.) | Lewi-środkowi obrońcy 1. Serhij Bałtacza (Dynamo K.) 2. Valdas Kasparavičius (Žalgiris) 3. Siergiej Bazulew (Spartak M.) | Lewi obrońcy 1. Anatolij Demjanenko (Dynamo K.) 2. Juryj Kurnienin (Dynama) 3. Nikołaj Bułgakow (CSKA) |

|  | Prawi pomocnicy 1. Fiodor Czerienkow (Spartak M.) 2. Siarhiej Hocmanau (Dynama) 3. Hennadij Łytowczenko (Dnipro) | Prawi-środkowi pomocnicy 1. Siarhiej Alejnikau (Dynama) 2. Mychajło Sokołowski (Szachtar) 3. Wiaczesław Mielnikow (Zenit) | Lewi-środkowi pomocnicy 1. Choren Howhannisjan (Ararat) 2. Wiktor Kuzniecow (Dnipro) 3. Andrej Zyhmantowicz (Dynama) | Lewi pomocnicy 1. Ihar Churynowicz (Dynama) 2. Wiktor Hraczow (Szachtar) 3. Ołeh Protasow (Dnipro) |

|  | Prawi napastnicy 1. Jurij Gawriłow (Spartak M.) 2. Aleksandr Tarchanow (CSKA) 3. Sigitas Jakubauskas (Žalgiris) | Lewi napastnicy 1. Siergiej Rodionow (Spartak M.) 2. Ołeh Błochin (Dynamo K.) 3. Ołeh Taran (Dnipro) |

| Mistrz ZSRR w sezonie 1983     |
| ------------------------------ |
| ZSRR                           |
| Dnipro Dniepropetrowsk 1 tytuł |